# Suzanne Ostenová
Suzanne Ostenová (20. června 1944 Stockholm – 29. října 2024) byla švédská divadelní a filmová režisérka a scenáristka. Byla považována za průkopnici divadla pro děti a mládež, především díky působení v divadle Unga Klara.

## Život
Narodila se ve Stockholmu. Její otec Carl Otto byl tesař, matka Gerd filmová kritička. Ostenová vyrůstala v chaotických podmínkách. Po rozvodu rodičů zůstala s matkou trpící schizofrenií, ta se o ni nedokázala postarat. Mladistvá Suzanne matku nahlásila na úřad péče o děti a odešla žít ke své starší sestře Pii Baeckströmové. Zkušenost s duševně nemocným rodičem Ostenová posléze reflektovala ve své filmové i divadelní tvorbě.
V roce 1963 absolvovala experimentální střední školu Viggbyholmsskolan se zaměřením na jazyky a umělecké vyjadřování. Následně nastoupila na Univerzitu v Lundu, kde studovala umění, literaturu a historii. Během studia režírovala v univerzitním divadle. Po absolvování se vrátila zpět do Stockholmu, kde započala svou profesionální kariéru.
V roce 1995 se stala profesorkou na dnešní Stockholmské akademii dramatických umění, vyučovala zde režii do roku 2009.

## Divadelní tvorba
V roce 1967 založila společně s Leif Sundbergem, Lottie Ejebrantovou a Gunnarem Edantem nezávislé divadelní uskupení Fickteatern. Ostenová uvedla, že tato spolupráce společně s konceptem politického divadla Daria Fo (z jehož myšlenek členstvo uskupení vycházelo) silně ovlivnila její pozdější tvorbu. Soubor se rozpadl v roce 1971.
Začátkem 70. let publikovala společně s Margaretou Garpe sérii feministických her o ženách, mezi nimi jsou například dramata Kärleksföreställningen (Představa o lásce) nebo Jösses flickor – Befrielsen är nära! (Bože můj, holky – osvobození se blíží!).
V roce 1975 byla jmenována uměleckou šéfkou uskupení Unga Klara. Soubor vznikl jako oddělení pro děti a mládež spadající pod Městské divadlo ve Stockholmu, od roku 2009 je nezávislou divadelní scénou.
Před Unga Klara ve Švédsku v podstatě neexistovala dramaturgie zaměřená na dětského diváka. Ostenová proto se svými kolegy navštěvovala školky, aby na dětech otestovala, zda nově aplikované jevištní metody fungují. Svými poznatky položila základy uměleckého programu divadla pro děti a mládež ve Švédsku.
Ve své tvorbě se snažila upozornit na tenkou hranici mezi světem dětí a dospělých s cílem odbourat (nebo aspoň narušit) zakořeněná tabu v komunikaci s dítětem. Podle Ostenové je právě komunikace klíčovým problémem v souvislosti s inscenacemi určenými dětem. Dětské chápání světa není primárně založeno na jazyce, ale na obrazovosti. Formální řeč je odsunuta stranou, nahrazuje ji blábolení, repetice slov, slovní hříčky a rytmizovaná mluva. S využitím těchto prostředků je možné, aby dítě udrželo pozornost během (skoro) celého představení.
Významnou inscenací uvedenou v Unga Klara byly Medeas Barn (Médeiny děti), kterou Ostenová režírovala a společně s Per Lysanderem k ní napsala scénář. Hra vychází z Euripidovy Médeii. Příběh je ovšem vyprávěn z pohledu Médeiných dětí a tematizuje rozvod v rodině. Inscenace se stala zlomovým bodem ve švédském divadle pro děti a zahájila společenskou diskuzi o tom, co je možné a vhodné dítěti na divadle ukazovat.
Práci umělecké šéfky Unga Klara ukončila Ostenová v roce 2014.

## Filmová tvorba
Filmy Ostenové se (stejně jako její inscenace) zabývají společenskými a tabuizovanými tématy. Zatímco v divadle se obracela na dětské publikum, ve filmu cílila převážně na starší diváky. Médium filmu využívala jako nástroj kritiky reflektující společenské dění.
Jako filmová režisérka debutovala v roce 1982 celovečerním snímkem Mamma (Máma), který byl inspirován životem její matky.
Získala několik ocenění, včetně Švédské národní ceny Guldbaggen (Zlatohlávek) za nejlepší režii.
Její poslední film Flickan mamman och demonerna (Dívka, matka a démoni) nese autobiografické prvky. Snímek je vyprávěn z pohledu malé dívky, jejíž matka trpí schizofrenií. Film byl přijat kladně, měl však problémy s cenzurou. Původní hranice minimálního věku 11 let byla zvýšena o tři roky. Ostenová se s případem odvolala ke správnímu soudu. Spor vyhrála a hranice byla opět snížena. Podobný případ nastal u snímku Bengbulan (Tyran Beng) z roku 1996.
V roce 2014 byla jmenována Švédským filmovým institutem první švédskou ambasadorkou dětského filmu. Mandát vykonávala mezi lety 2015 a 2017.

### Filmové režie
- 1975: Kärleksföreställningen (Představa o lásce) – TV film
- 1978: Barn i Afrika (Děti v Africe) – krátkometrážní dokument
- 1982: Mamma (Máma)
- 1986: Bröderna Mozart (Bratři Mozartovi)
- 1988: Livsfarlig film (Smrtící film)
- 1990: Skyddsängeln (Anděl strážný)
- 1993: Tala! Det är så mörkt (Mluv! Je tu hrozná tma)
- 1994: Bara du & jag (Jen ty a já)
- 1996: Bengbulan (Tyran Beng)
- 2001: Besvärliga människor (Obtížní lidé)
- 2006: Wellkåmm to Verona (Vítejte ve Veroně)
- 2016: Flickan mamman och demonerna (Dívka, matka a démoni)

## Ocenění[2]
- 2022: Čestné ocenění Guldbaggen
- 2000: Čestný doktorát na Univerzitě v Lundu
- 1995: Cena Henrika Steffena
- 1991: Cena festivalu Rouen za snímek Skyddsängeln (Anděl strážný)
- 1990: Cena Tage Daniselssona udělovaná městem Linköping
- 1987: Cena Guldbaggen za snímek Bröderna Mozart (Bratři Mozartovi)

## Výběr z bibliografie